# Walter Supper
Walter Supper (* 9. September 1908 in Esslingen am Neckar; † 22. August 1984 ebenda) war ein deutscher Architekt, Orgelsachverständiger und Denkmalpfleger.

## Leben
Supper studierte Architektur an der Technischen Hochschule Stuttgart. Er wurde 1934 mit der Dissertation „Architekt und Orgelbaumeister“ promoviert. Ab 1938 wirkte er als Baurat bei der Stadt Stuttgart und lehrte als Dozent an der Hochschule für Musik in Stuttgart. In der Zeit des Nationalsozialismus entwarf Supper mehrfach Orgeln für Parteibauten, darunter eine mit einem mehrere Meter hohen Hakenkreuz ausgestattete Orgel für eine Fahnenhalle. Nebenher versah er das Amt des Organisten an der Frauenkirche in Esslingen.
Suppers Auffassung von der Orgel war geprägt von der Orgelbewegung. 1939 sprach er sich öffentlich gegen eine moderne, an der Architektur des Neuen Bauens orientierte Orgelgestaltung aus. Er war 1951 Mitbegründer der Gesellschaft der Orgelfreunde. Die Dispositionen der von ihm entworfenen Orgeln galten zu ihrer Zeit als ausgewogen; sie vermieden extrem neobarocke oder experimentelle Klänge. Supper entwarf u. a. Disposition sowie Gehäuse- und Prospektgestaltung der 1969 eingeweihten Hauptorgel des Ulmer Münsters.

## Schriften (Auswahl)
- Architekt und Orgelbaumeister. 1934.
- Orgelgestaltung. Aufsatz für die Tagung der Orgelarbeitsgemeinschaft der Hitlerjugend. 1939.
- Vom musikalischen Ausdruckswert der Orgel. In: Die Baugilde, Heft 19, 1939.
- Denkmalpflege im Orgelbau. In: Felix Schuster (Hrsg.): Schwäbisches Heimatbuch 1939. J. F. Steinkopf, Stuttgart 1939 (Bücherei des Schwäbischen Heimatbundes; 25), S. 105f.
- Architekt und Orgelbau, Wege zum neuen Orgelgestalten durch die Orgelbewegung. Bärenreiter-Verlag, Kassel 1940.
- Der Kleinorgelbrief. 1949.
- Die Orgel-Disposition. 1950.
- (Hrsg.): Lesebuch für Orgelleute. 1951.
- Orgelbewegung und Historismus. 1958.
- Richtlinien zum Schutze alter, wertvoller Orgeln. Weilheimer Regulativ. 1958.
- Farbe im Stadtbild. Erfahrungen des städtischen Farbberaters nach 10-jähriger Tätigkeit. 1984.